# Hong Kong Open (Badminton)
Die Hong Kong Open (amtlich chinesisch 香港公開羽毛球錦標賽, englisch Hong Kong Open Badminton Championships, umgangssprachlich 香港羽毛球公開賽, englisch Hong Kong Open) sind die internationalen Meisterschaften von Hongkong im Badminton. Sie werden seit Anfang der 1980er Jahre ausgetragen, fanden jedoch nicht jährlich statt. Die Veranstaltung wird vom Verband der Hong Kong Badminton Association organisiert. Die Wettkämpfe finden seit 2011 im international bekannten Veranstaltungsort Hong Kong Coliseum statt. Die nationale Badmintonmeisterschaft von Hongkong wurde, da sie bis in die 1960er Jahre auch für internationale Starter offen war, oft ebenfalls als Hong Kong Open bezeichnet. Mittlerweile sind nationale und internationale Titelkämpfe strikt getrennt.

## Die Sieger
| Saison    | Herreneinzel      | Dameneinzel              | Herrendoppel                                   | Damendoppel                                 | Mixed                                       |
| --------- | ----------------- | ------------------------ | ---------------------------------------------- | ------------------------------------------- | ------------------------------------------- |
| 1982      | Prakash Padukone  | Xu Rong                  | Heryanto Kartono                               | Nora Perry Jane Webster                     | nicht ausgetragen                           |
| 1983      | Han Jian          |                          | Atsuko Tokuda Yoshiko Yonekura                 |                                             |                                             |
| 1984      | nicht ausgetragen | nicht ausgetragen        | nicht ausgetragen                              | nicht ausgetragen                           | nicht ausgetragen                           |
| 1985      | Yang Yang         | Han Aiping               | Jesper Helledie Steen Fladberg                 | Han Aiping Xu Rong                          | Martin Dew Gillian Gilks                    |
| 1986      | Yang Yang         | Li Lingwei               | Bobby Ertanto Rudy Heryanto                    | Li Lingwei Han Aiping                       | Billy Gilliland Nora Perry                  |
| 1987      | Xiong Guobao      | Han Aiping               | Zhang Qiang Zhou Jincan                        | Kim Yun-ja Chung So-young                   | Billy Gilliland Gillian Gowers              |
| 1988      | Icuk Sugiarto     | Lee Young-suk            | Lee Sang-bok Lee Kwang-jin                     | Lin Ying Guan Weizhen                       | Park Joo-bong Chung Myung-hee               |
| 1989      | Wu Wenkai         | Han Aiping               | Razif Sidek Jalani Sidek                       | Lin Ying Guan Weizhen                       | Choi Sang-bum Chung So-young                |
| 1990      | nicht ausgetragen | nicht ausgetragen        | nicht ausgetragen                              | nicht ausgetragen                           | nicht ausgetragen                           |
| 1991      | Liu Jun           | Huang Hua                | Lee Sang-bok Shon Jin-hwan                     | Hwang Hye-young Gil Young-ah                | Lee Sang-bok Shim Eun-jung                  |
| 1992      | Wu Wenkai         | Bang Soo-hyun            | Ricky Subagja Rexy Mainaky                     | Nong Qunhua Zhou Lei                        | Lee Sang-bok Gil Young-ah                   |
| 1993      | Hermawan Susanto  | Ye Zhaoying              | Denny Kantono S. Antonius Budi Ariantho        | Wu Yuhong Chen Ying                         | Rudy Gunawan Rosiana Tendean                |
| 1994      | Heryanto Arbi     | Bang Soo-hyun            | Ricky Subagja Rexy Mainaky                     | Jang Hye-ock Shim Eun-jung                  | Thomas Lund Marlene Thomsen                 |
| 1995      | Heryanto Arbi     | Bang Soo-hyun            | Ha Tae-kwon Kang Kyung-jin                     | Jang Hye-ock Gil Young-ah                   | Park Joo-bong Shim Eun-jung                 |
| 1996      | Fung Permadi      | Camilla Martin           | S. Antonius Budi Ariantho Denny Kantono        | Lisbet Stuer-Lauridsen Marlene Thomsen      | Michael Søgaard Rikke Olsen                 |
| 1997      | Peter Gade        | Gong Ruina               | Kim Dong-moon Ha Tae-kwon                      | Chung Jae-hee Ra Kyung-min                  | Kim Dong-moon Ra Kyung-min                  |
| 1998      | Budi Santoso      | Camilla Martin           | Candra Wijaya Tony Gunawan                     | Chen Lin Jiang Xuelian                      | Michael Søgaard Rikke Olsen                 |
| 1999      | Chen Wei          | Xie Xingfang             | Cheah Soon Kit Yap Kim Hock                    | Chen Lin Jiang Xuelian                      | Chan Chong Ming Joanne Quay                 |
| 2000      | nicht ausgetragen | nicht ausgetragen        | nicht ausgetragen                              | nicht ausgetragen                           | nicht ausgetragen                           |
| 2001      | Shon Seung-mo     | Sujitra Ekmongkolpaisarn | Lee Dong-soo Yoo Yong-sung                     | Liu Zhen Xiao Luxi                          | Kim Dong-moon Ra Kyung-min                  |
| 2002      | nicht ausgetragen | nicht ausgetragen        | nicht ausgetragen                              | nicht ausgetragen                           | nicht ausgetragen                           |
| 2003      | Lin Dan           | Zhang Ning               | Lee Dong-soo Yoo Yong-sung                     | Gao Ling Huang Sui                          | Kim Dong-moon Ra Kyung-min                  |
| 2004      | nicht ausgetragen | nicht ausgetragen        | nicht ausgetragen                              | nicht ausgetragen                           | nicht ausgetragen                           |
| 2005      | Lin Dan           | Zhang Ning               | Fu Haifeng Cai Yun                             | Yang Wei Zhang Jiewen                       | Xie Zhongbo Zhang Yawen                     |
| 2006      | Lin Dan           | Xie Xingfang             | Markis Kido Hendra Setiawan                    | Yang Wei Zhang Jiewen                       | Zheng Bo Zhao Tingting                      |
| 2007      | Lin Dan           | Xie Xingfang             | Markis Kido Hendra Setiawan                    | Du Jing Yu Yang                             | Nova Widianto Liliyana Natsir               |
| 2008      | Chen Jin          | Wang Chen                | Jung Jae-sung Lee Yong-dae                     | Zhang Yawen Zhao Tingting                   | Xie Zhongbo Zhang Yawen                     |
| 2009      | Lee Chong Wei     | Wang Yihan               | Jung Jae-sung Lee Yong-dae                     | Ma Jin Wang Xiaoli                          | Robert Mateusiak Nadieżda Kostiuczyk        |
| 2010      | Lee Chong Wei     | Saina Nehwal             | Ko Sung-hyun Yoo Yeon-seong                    | Yu Yang Wang Xiaoli                         | Joachim Fischer Nielsen Christinna Pedersen |
| 2011      | Lin Dan           | Wang Xin                 | Fu Haifeng Cai Yun                             | Yu Yang Wang Xiaoli                         | Zhang Nan Zhao Yunlei                       |
| 2012      | Chen Long         | Li Xuerui                | Cai Yun Fu Haifeng                             | Tian Qing Zhao Yunlei                       | Zhang Nan Zhao Yunlei                       |
| 2013      | Lee Chong Wei     | Wang Yihan               | Lee Yong-dae Yoo Yeon-seong                    | Bao Yixin Tang Jinhua                       | Chris Adcock Gabrielle White                |
| 2014      | Shon Wan-ho       | Tai Tzu-ying             | Mohammad Ahsan Hendra Setiawan                 | Tian Qing Zhao Yunlei                       | Zhang Nan Zhao Yunlei                       |
| 2015      | Lee Chong Wei     | Carolina Marín           | Lee Yong-dae Yoo Yeon-seong                    | Tian Qing Zhao Yunlei                       | Zhang Nan Zhao Yunlei                       |
| 2016      | Ng Ka Long        | Tai Tzu-ying             | Takeshi Kamura Keigo Sonoda                    | Kamilla Rytter Juhl Christinna Pedersen     | Tontowi Ahmad Liliyana Natsir               |
| 2017      | Lee Chong Wei     | Tai Tzu-ying             | Markus Fernaldi Gideon Kevin Sanjaya Sukamuljo | Chen Qingchen Jia Yifan                     | Zheng Siwei Huang Yaqiong                   |
| 2018      | Son Wan-ho        | Nozomi Okuhara           | Markus Fernaldi Gideon Kevin Sanjaya Sukamuljo | Yuki Fukushima Sayaka Hirota                | Yuta Watanabe Arisa Higashino               |
| 2019      | Lee Cheuk Yiu     | Chen Yufei               | Choi Sol-gyu Seo Seung-jae                     | Chen Qingchen Jia Yifan                     | Yuta Watanabe Arisa Higashino               |
| 2020 2022 | nicht ausgetragen | nicht ausgetragen        | nicht ausgetragen                              | nicht ausgetragen                           | nicht ausgetragen                           |
| 2023      | Jonatan Christie  | Akane Yamaguchi          | Kim Astrup Anders Skaarup Rasmussen            | Apriyani Rahayu Siti Fadia Silva Ramadhanti | Guo Xinwa Wei Yaxin                         |
| 2024      | Viktor Axelsen    | Han Yue                  | Kang Min-hyuk Seo Seung-jae                    | Pearly Tan Thinaah Muralitharan             | Jiang Zhenbang Wei Yaxin                    |

Quelle: